# 히나타 나츠미

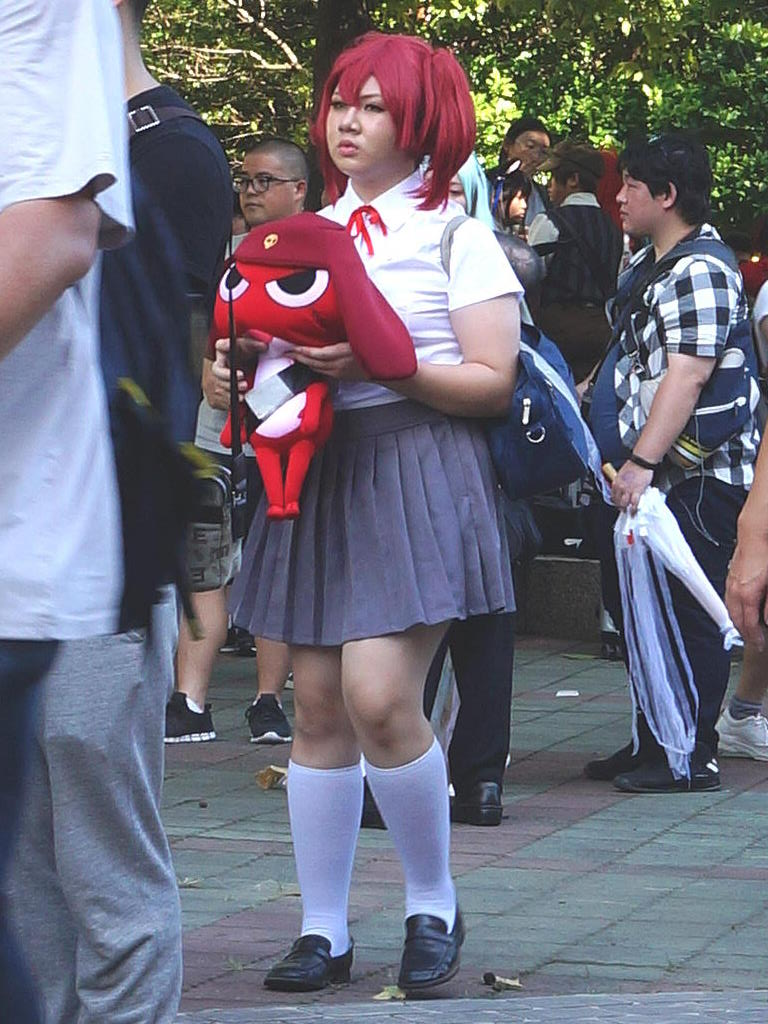

히나타 나츠미(강한별,日向夏美, Natsumi Hinata)는, 요시자키 미네의 원작 애니메이션 '케로로 중사'에 등장하는 인물이다. 히나타 일가의 장녀로 밑으로 연년생 남동생 히나타 후유키를 두고 있다. 12월 2일에 태어났으며 현재 킷쇼학원 2학년 A반에 재학중.
기로로는 평상시 퍼렁별인들을 꺼림칙하게 여기지만 나츠미만큼은 좋아하기도 하고 많이 엮이는 정도여서 따로 파트너를 지정하자면 기로로.
담당 성우는 일본에서는 사이토 치와, 북미에서는 셰러미 리, 한국은 투니버스에서 정미숙, 카툰네트워크  재더빙판에서는 정혜원이 맡고 있다.

## 인물 설정

### 모습과 체격
히나타 나츠미는 시즌 2 이후부터 머리카락이 짧아졌는데, 이는 원작과 같다. 게다가 모습도 초기와 다르다.
신장 160cm, 쓰리 사이즈 B80, W56, H80이다. 엄마를 닮아서인지 섹시 바디의 소유자이다. 어른으로 자라게 하는 총을 맞고 어머니인 아키와 함께 어깨를 나란히 할 정도이다. 하지만 가슴이 큰 것에 대한 것을 컴플렉스로 생각하고 있다.
머리는 아버지와 똑같이 옅은 분홍색으로(357화에 사진으로 나옴) 양쪽으로 묶으며, 여름에는 주로 핫팬츠를 입고 다녀 기로로를 난처하게 한다. 겨울에는 여름보다 다양한 편. 잠옷은 짙은 아이보리색으로 따뜻함을 연출하며 땋은 머리를 풀어놓는다. 전투 시에는 노멀아머 형태의 전투복을 입고 케론군에서 무기를 직접 공급받는다. 극장판 애니메이션에서는 속이 비치는 드레스에 브라와 팬티를 입고 나오는데, 겨울옷을 제외한 대부분의 옷은 실제로 매우 선정적인 옷들이며, 특이하지만 매니악한 복장으로 실제 일반인이 입기에는 곤란하다.

### 지력과 체력
성적이 매우 우수하며, 스포츠 만능이다. 한마디로 표현하자면 팔방미인이다. 그 소문은 우주 경찰도 다 아는 사실이 되었다. 또한 운동 싫어하는 후유키와는 반대로 나츠미는 새로운 스포츠에도 적극적으로 도전해 적응도 매우 빠르다. 원작 13권에서는 스키를 처음 타는데도 불구하고 초짜인데 거의 완벽하게 해냈고 수영은 50m 28초라는 기록을 가졌다. 우주 경찰도 이 사실을 아니, 일반 우주인도 나츠미에 대해 많은 것을 알고 싶어하고 케로로 중사는 이를 이용해 우주 TV프로그램 '출몰! 광고별 천국'에서 '지구 최강의 생물, 나츠미!'로 소개되어 지구는 우주의 관광온천 중에 제3위에 들 정도가 되었다. 다만, 애니메이션 29화(日판 기준)에서는 의외로 연극에 대해 약한 모습을 보이기도 했다.

### 아키의 대타
월간 소년 알파 잡지 일로 집에 붙어 있을 틈이 없는 아키 때문에 어디로든 놀러갈때에 어른이 동행하지 못하는 문제가 생긴다 그래서 대안책으로 나츠미에게 어른으로 가는 계단총 을 써 어른화 시킨다. 다만 나라네와 갈땐 쓰지 않는다 나라네 집사인 폴과 나라 저택의 개인 무장 친위대가 있기 때문 인것으로 보인다

### 성격
성격은 밝고 착하고 활동적인 후유키와 정반대로 성격이 불같고 성질이 급하고 매우 잔인하고 아주 위험한 폭력성이 매우 심해서 폭력적이다. 폭력과 폭행이 매우 심하다. 비록 자신에게 죄가 있더라도 케로로와 관련된 일이라면 무조건 케로로에게 뒤집어 씌우고, 기분이 나쁘면 거슬리는 것들인 무조건 금지 시키고, 매우 자기 멋대로이고 공격적인 기질에서 강한 면을 볼 수 있어, 케로로 일행은 나츠미를 화나게 하지 않도록 하고 있다. 그러나 최근에는 케로로도 가족의 일원을 받아들이는지 주먹 돌리기 정도로 끝나는 일이 다반사가 되었다.(그전에는 발로차기채찍을 역이용해 튕기기 화형 시키키(나츠미와 후유키가 남매간의 전쟁을 했을 때 케로로와 기로로를 화형시키려했다 먼저 잘못한 건 케로로랑 기로로지만 이건 좀 아니다라고 생각하게끔 하는 행동이었다) 프라이팬 던지기등 과격한 모습을 자주 보여 주었다)
이런 공격적인 기질은 주로 케로로에게 보이며, 이는 호칭을 보면 알게 된다. 다른 소대원은 기본적으로 이름을 부르는데 케로로만 '맹구 개구리'라고 부르는 것을 예로 들 수 있다. 그 밖에도 여러 종류의 호칭을 붙여 부르기 했다.
이렇게 폭력적인 성격의 나츠미지만 한편으로는 엄마가 만화 잡지 편집일로 바빠 자주 들어오지 못해, 외로움을 타고 종종 혼자있을 때가 많다. 케로로에 관해서도 가끔씩 맘에 드는 일을 하면 칭찬해주고, 갑자기 사라지면 괜히 걱정을 하는 것을 보아, 겉으로는 불같이 화를 내지만, 속마음은 따뜻한 것 같다. 그리고 또한 나츠미는 무서워하는 것도 많다. 그게 바로 유령인데, 영의 존재를 잘 느끼는 체질이라, 후유키는 누나를 부러워 하곤 한다. 또한 2기 마지막 3편에서 가루루소대의 -JSA 작전 때 눈물을 보이는 어쩔 수 없는 소녀다.

### 인간 관계
- 기로로 하사

처음에는 나츠미를 침략에 방해되는 장애물로 여겼지만 자신의 부비트랩을 대파 한 개로 순식간에 해치워버리는 그녀의 강인함에 매료되었고 첫눈에 반해 짝사랑을 시작한다. 그래서 침략작전을 하다가도 나츠미가 위험해진다 싶으면 곧바로 달려들어 다된 작전을 망치는 일도 마다하지 않는다. 당연히 나츠미는 이걸 전혀 모르고 있다.
- 호죠 무츠미 / 사부로

원작에서는 그가 라디오 DJ라는 사실을 잘 알고있으며 단순히 좋아하는 DJ로써 동경만 하는 것일뿐 그 이상의 감정은 없다. 하지만 애니에서는 설정이 변경되어 그가 DJ를 한다는걸 전혀 모르고 있고 짝사랑을 한다. 그래서 기로로가 호시탐탐 경계중이다.
- 아즈마야 코유키

누구보다도 절친한 친구. 하지만 코유키가 레즈비언이기 때문에 너무 지나치게 들이대면 약간 거부감을 느낀다.
- 623

나츠미가 제일 좋아하는 유명 라디오 DJ. '623의 MY 라디오'라는 방송을 진행하고 있으며 종종 나츠미의 사연이 채택되는 경우도 있다.
히나타 후유키 
그녀의 남동생. 그녀는 그와 서로 티격태격하지만 싸운 후에 서로 사이가 좋아진다. 

## 같이 보기
- 케로로 중사 (캐릭터)
- 히나타 후유키
- 아즈마야 코유키
- 기로로 하사
- 623/사부로